# Karl Buslepp
Karl Thilo Buslepp (* 25. Mai 1875 in Buttstädt bei Weimar; † 15. April 1961 in Weimar) war ein deutscher Gymnasiallehrer und Altphilologe.
Karl Buslepp besuchte das Wilhelm-Ernst-Gymnasium in Weimar bis zum Abitur 1896. Nach dem Militärdienst studierte er 1897/98 Klassische Philologie, Geschichte und Kunstgeschichte an der Universität Leipzig, ab 1898 an der Universität Jena, wo er 1901 bei Heinrich Gelzer promoviert wurde. 1903 legte er die Lehramtsprüfung ab, war 1902 bis 1904 an der Realschule in Apolda tätig, 1904/05 am Gymnasium in Greiz und ab 1905 am Wilhelm-Ernst-Gymnasium in Weimar.
Neben seiner Lehrtätigkeit war er auch weiter wissenschaftlich tätig und veröffentlichte Studien sowie Artikel im Ausführlichen Lexikon der griechischen und römischen Mythologie.

## Veröffentlichungen (Auswahl)
- De Tanagraeorvm sacris qvaestiones selectae. Dissertation Jena 1901 (Digitalisat).
- De Tanagraeorum sacris. Weimar 1908 (Digitalisat).